# Jardín Botánico del Parque Nacional del Bosque de Baviera

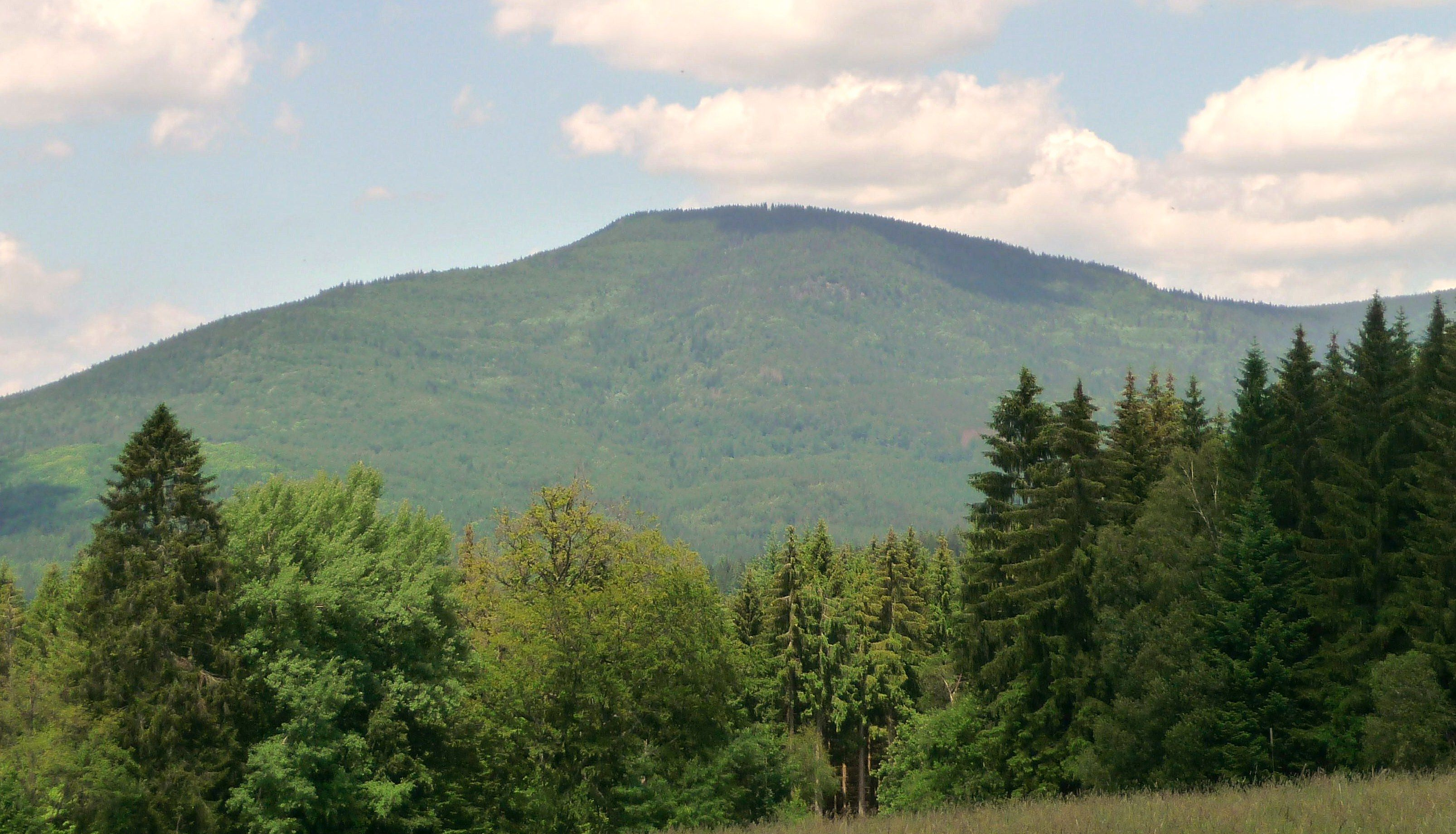
Vista del bosque del "Nationalpark Bayerischer Wald" al fondo el "Großer Falkenstein".

El Jardín Botánico del Parque nacional del Bosque de Baviera, en alemán Botanischer Garten der Nationalpark Bayerischer Wald, es un jardín botánico de cuatro hectáreas de extensión, que se encuentra dentro del Nationalpark Bayerischer Wald en Neuschönau, Baviera, Alemania. Su código de reconocimiento internacional como institución botánica así como de su herbario es BWGRA.

## Localización
El jardín botánico se ubica adyacente al centro de visitantes "Hans-Eisenmann-Haus" en el Nationalpark Bayerischer Wald en Böhmstraße 35, Neuschönau. 
Botanischer Garten des Nationalparkes Bayrischer Wald, Postfach 1152, D-94475 Grafenau, Deutschland-Alemania.

## Historia
El Nationalpark Bayerischer Wald (Parque nacional del Bosque de Baviera), fue creado en 1970 sobre una superficie de 243 km², siendo el primero de su clase que se creaba en Alemania.
En 1995 se crea el jardín botánico dentro del parque nacional con la intención de preservar la biodiversidad de la zona en la que se ubica.

## Colecciones

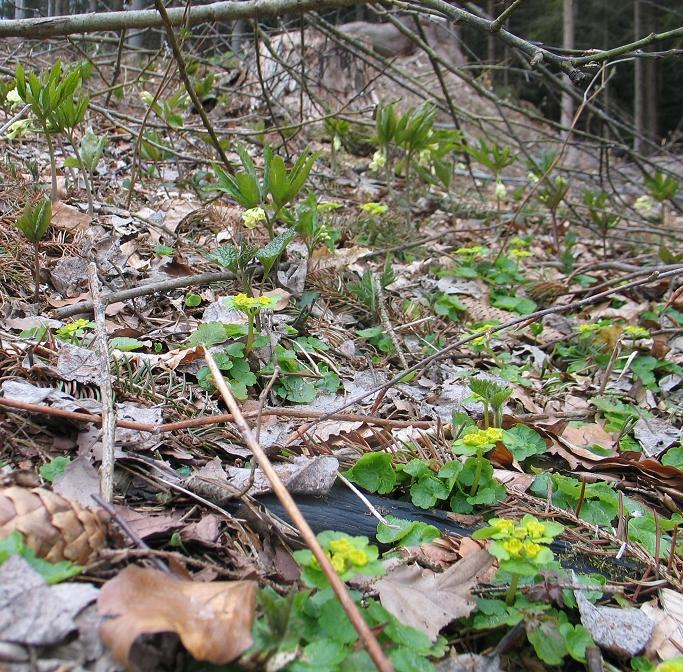
Chrysosplenium en el "Bayerischer Wald".

El jardín botánico tine más de 700 especies de plantas que se encuentran en el bosque bávaro, exhibidas agrupadas según diferentes Hábitat, así :
- Prados,
- Laderas
- Plantas de florecimiento primaveral
- Rocalla
- Estanques
- Humedales
- Exhibición geológica.
- Centro de visitantes « Hans-Eisenmann-Haus », donde nos informan sobre todo lo relativo al Parque nacional del Bosque de Baviera.
- Centro de exhibición « Haus zur Wildnis  » (Casa del Medio Silvestre) donde se proyecta una película en 3D sobre el bosque y sus interacciones con las amenazas que tiene el bosque en su supervivencia tales como, el cambio climático, la lluvia ácida, o el escarabajo de la corteza que enferman y matan numerosos árboles cada temporada.